# Eupora
Eupora è una città (city) degli Stati Uniti d'America, situata nella contea di Webster, nello Stato del Mississippi.